# Синицький Віталій Віталійович
Синицький Віталій Віталійович (26 червня 1936, селище Опішня Харківської області — 17 травня 2010, місто Полтава) — публіцист, літературознавець, критик. Кандидат філологічних наук (1971).

## Біографічні дані
Мати — вчитель, директор Новосанжарської середньої школи, батько — інвалід Другої світової війни.
В 1960 році закінчив Дагестанський державний університет. Працював у школі залізничної станції Каякент (Дагестанська АРСР).
У 1964—1967 роках навчався в аспірантурі Московського обласного педагогічного інституту імені Н. К. Крупської, в 1970 році захистив дисертацію.
З 1966 року — на кафедрі російської і зарубіжної літератури Полтавського педагогічного інституту. В 1973—1974 роках — виконувач обов'язків декана філологічного факультету цього вузу, в 1974—1999 роках — доцент.

## Творчість
Наукові праці присвячував творчості Миколи Гоголя, Антона Макаренка, письменників-фантастів та ін. Друкувався в колективних збірках, журналах «Україна», «Дніпро», «Радуга», «Лтавский детектив». Статті та рецензії публікував у обласній періодиці.

## Праці
- Людина і техніка // Дніпро. — 1968. — № 8.
- Пером — як багнетом // Україна. — 1971. — № 7.
- Оглядываясь в прошлое (проблемы человеческого характера в «Сибирских рассказах» В. Г. Короленко) // Радуга. — 1983. — № 6.(рос.)
- Реалии полтавских фантастов // Лтавский детектив. — 1995. — № 1.(рос.)